# Fairchild Semiconductor
Fairchild Semiconductor International, Inc. – amerykańskie przedsiębiorstwo branży elektronicznej z siedzibą w San Jose, w Kalifornii, zajmujące się produkcją elementów i układów elektronicznych opartych na półprzewodnikach, działające w latach 1957– 2016.

## Historia
Spółka powstała w 1957 roku.
W 1959 roku pracujący w Fairchild Semiconductor Robert Noyce wynalazł opatentowany dwa lata później układ scalony umieszczony na płytce krzemowej (w tym samym czasie Jack Kilby, pracujący w Texas Instruments, opracował układ scalony z wykorzystaniem germanu).
W 1979 roku Fairchild Semiconductor stał się własnością spółki Schlumberger, w 1987 roku został odsprzedany przedsiębiorstwu National Semiconductor, by ponownie stać się niezależną spółką w 1997 roku. Jej akcje notowane były na giełdzie NASDAQ.
We wrześniu 2016 roku przedsiębiorstwo zostało wykupione przez onsemi za kwotę 2,4 mld dolarów.